# Monument national Booker T. Washington
Le monument national Booker T. Washington (anglais : Booker T. Washington National Monument) est un département du National Park Service localisé dans la ville de Hardy en Virginie.  Il préserve une partie des 207 acres (838,000 m²) de fermes de tabac où est né l'éducateur Booker T. Washington le 5 avril 1856, durant la période esclavagiste. Le site commémoratif a été officiellement inauguré le 2 avril 1956.